# Ofion (syn Uranosa)
Ofion (gr. Ὀφίων Ophíōn, łac. Ophion, Serpens ‘wąż’) – w mitologii greckiej władca tytanów.
Prawdopodobnie uchodził za syna Uranosa i Gai. Wraz ze swoją żoną (lub towarzyszką), Eurynome, panował na Olimpie w okresie poprzedzającym Kronosa i Reję. Gdy Kronos i Reja przejęli władzę, strącili go do Tartaru (lub Okeanosa).
W mitologii ugaryckiej jego odpowiednikiem był Jam.